# Laurence Housman
Laurence Housman (Bromsgrove, 18 luglio 1865 – 20 febbraio 1959) è stato un drammaturgo e illustratore inglese.

## Biografia

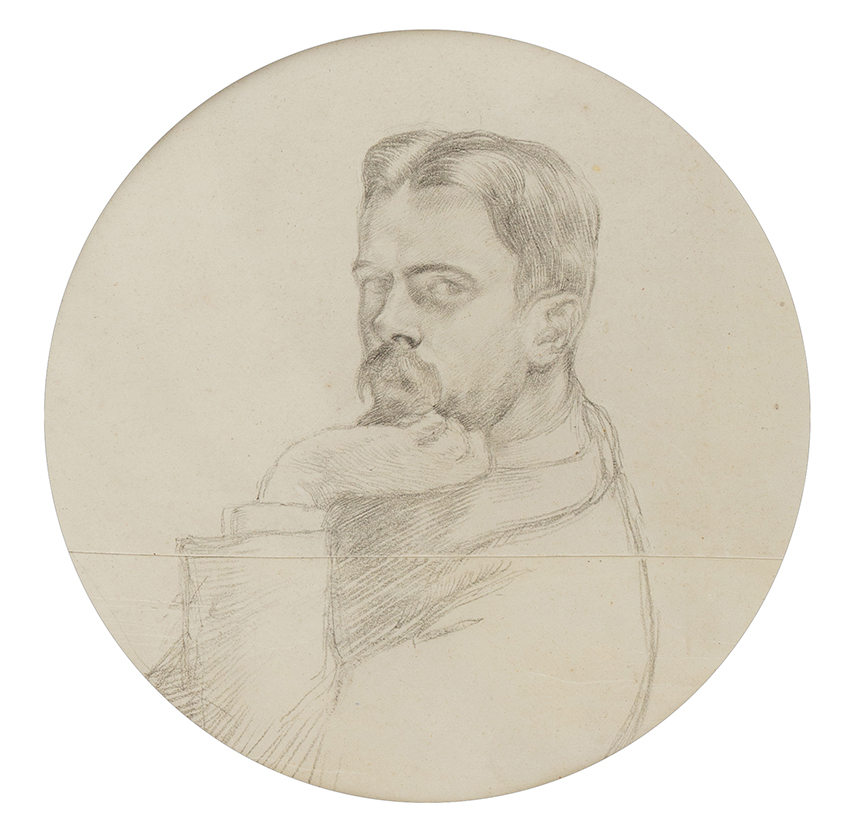
Disegno di Laurence Housman realizzato da William Rothenstein

Laurence Housman nacque a Bromsgrove, in Worcestershire, ed ebbe sei fratelli e sorelle, fra cui A. E. Housman e Clemence Housman. Nel 1871 perse la madre e suo padre si risposò con una cugina. Studiò alla Bromsgrove School e proseguì con sua sorella alla Lambeth School of Art e al Royal College of Art di Londra.
Dapprima lavorò come illustratore per diversi editori di Londra, per opere di autori come George Meredith, Jonas Lie, Christina Rossetti e Jane Barlow, in stile Art Nouveau.
Quando cominciò a perdere la vista, si concentrò sul proprio lavoro di scrittore, ottenendo successo con un romanzo anonimo e poi con opere teatrali e opere per bambini. Alcune delle sue opere produssero scandalo per la rappresentazione di personaggi biblici e regali.
In effetti aveva posizioni politiche controverse, essendo un convinto socialista e pacifista. Nel 1907 fondò l'associazione degli uomini per il suffragio femminile insieme a Henry Nevinson e Henry Brailsford.

## Opere
- (EN) Laurence Housman, Mille e una notte, Nottingham, Hodder & Stoughton, 1901.